# Stay (Maurice Williams)
"Stay" is een doo-wop nummer geschreven door Maurice Williams en voor het eerst opgenomen in 1960 door Williams met zijn groep the Zodiacs. Commercieel succesvolle versies werden later ook uitgebracht door the Hollies, the Four Seasons en Jackson Browne.